# Goslar Warrior

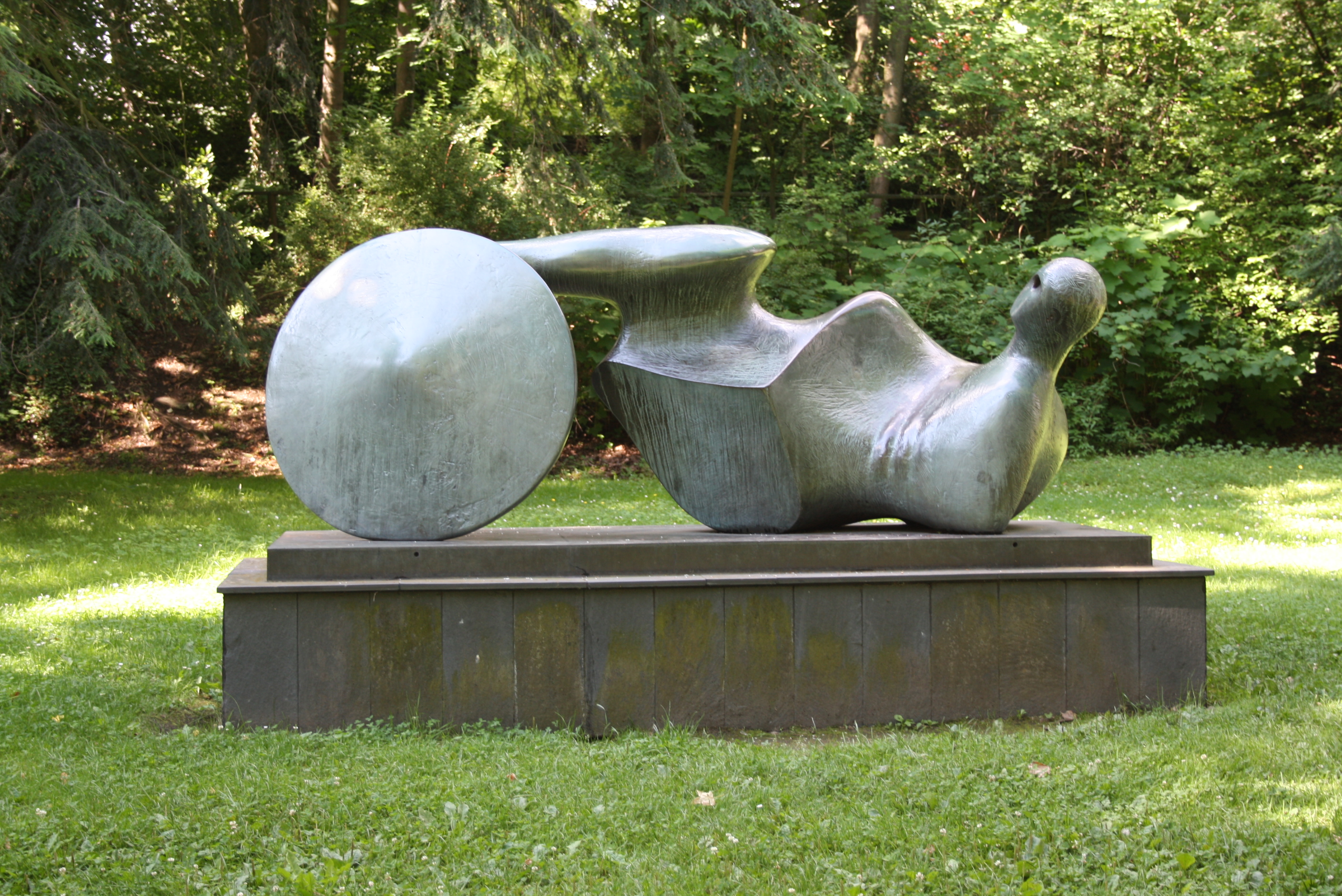
Der Goslarer Krieger im Pfalzgarten von Goslar (Juli 2012)

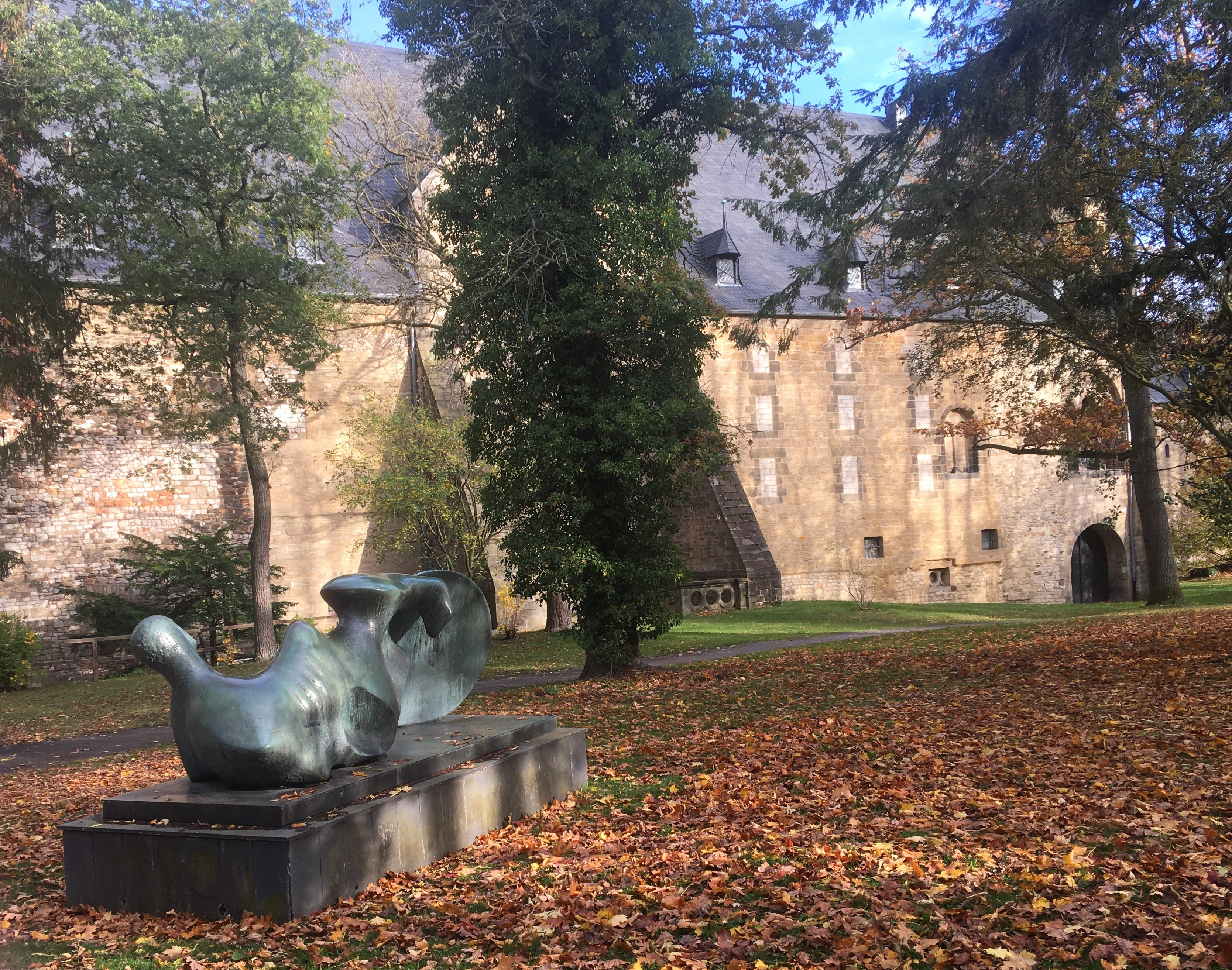
Ansicht von Westen vor der Rückseite der Kaiserpfalz (November 2020)

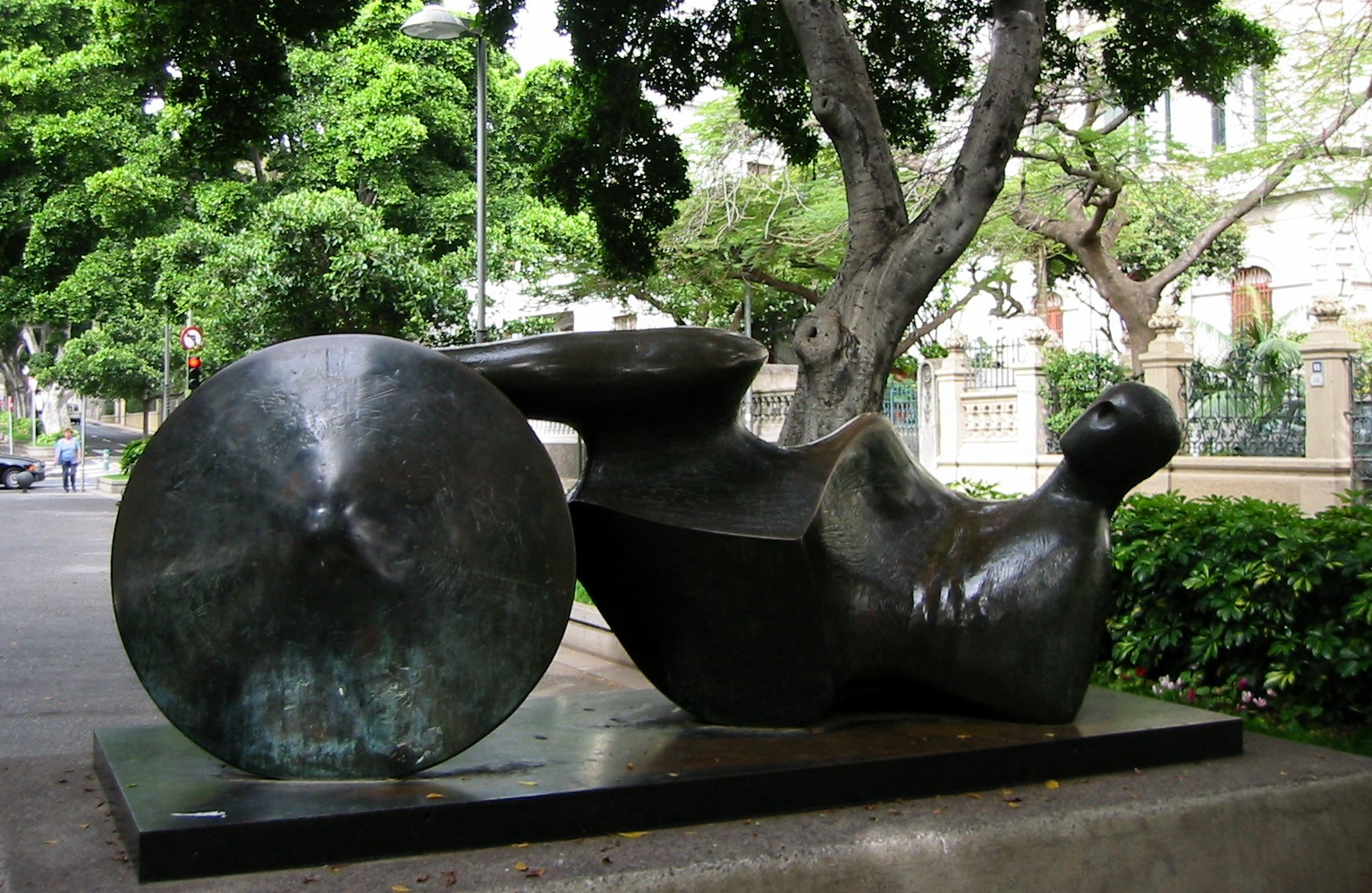
Abguss des Goslarer Kriegers in Santa Cruz auf Teneriffa (April 2005)

Der Goslar Warrior, auf Deutsch Goslarer Krieger, ist eine Bronzeskulptur des englischen Bildhauers Henry Moore. Die Henry Moore Foundation katalogisierte das Werk unter der Bezeichnung LH 641. Von der etwa drei Meter langen Skulptur wurden sieben Abgüsse hergestellt, von denen zwei im öffentlichen Raum aufgestellt sind.
Von 1973 bis 1974 hieß das Kunstwerk Fallen warrior (deutsch Gefallener Krieger), wurde aber 1975, nach der Schenkung durch die Schenning-Stiftung an die Stadt Goslar, vom Künstler in Goslar Warrior, also Goslarer Krieger umbenannt. Als Standort wählte der Künstler den Garten der Kaiserpfalz Goslar. Zum Dank erhielt Moore im gleichen Jahr den Goslarer Kaiserring. Im Mönchehaus Museum Goslar befindet sich eine Maquette der Figur.
Santa Cruz de Tenerife ist der zweite Standort eines Abgusses der Figur im öffentlichen Raum. Der siebte und letzte Abguss der Skulptur erreichte im Februar 2011 bei einer Versteigerung im Londoner Auktionshaus Christie’s einen Verkaufspreis von 1,8 Millionen Pfund.

## Rezeption
Die Zeitschrift Geo beschreibt die „torsohafte Figur mit kahlem Schädel als einen Menschen, der im letzten Aufbäumen die Sinnlosigkeit seines Todes begreift und qualvoll stirbt. Moores ergreifende Anklage gegen den Krieg ist bewusst in der Achse hinter der Kaiserpfalz aufgestellt, vor der die Herrscher in repräsentativer Weise stehen - der gefallene, schutzlos sterbende Soldat ist dagegen anonym, steht für viele Opfer.“ Nach R. Schwarz zeigt das Werk die „Gestalt eines Kriegers im Augenblick seines Todes, der schützende Schild ist ihm entrollt, aus dem Wehrhaften ein Wehrloser geworden; eine dramatische Szene, doch ohne jedes Pathos“.
Michael Kaiser schrieb in der Braunschweiger Zeitung: „Sein Schild ist ihm entglitten, er starrt aus toten Augenhöhlen, man sucht nach Körperteilen und findet nur Abgehacktes; verdreht, verwundet, wehrlos scheint sich der Torso ein letztes Mal aufbäumen zu wollen. Ein bewegender Anblick: Alles ist nur noch Schmerz, Niederlage, Vernichtung. Der Wechsel zwischen figurativen und abstrakten Elementen gibt der Skulptur eine ungeheure Spannung. Moore gelingt eine eindrucksvolle Verbindung zwischen antikem Zitat und zeitgenössischer Formensprache.“